# René Saget
René Saget (16 de agosto de 1874) é um ciclista francês. Atuou profissionalmente em 1904.
Foi membro da equipe francesa de ciclismo Cassignard.

## Participações no Tour de France
- Tour de France 1904 : 9º na classificação geral [2]